# Ditrichum amoenum
Ditrichum amoenum là một loài rêu trong họ Ditrichaceae. Loài này được Thwaites & Mitt. Paris mô tả khoa học đầu tiên năm 1896.